# Purperkruinelfje
Het purperkruinelfje (Malurus coronatus) is een zangvogel uit de familie Maluridae (elfjes).

## Verspreiding en leefgebied
De soort komt voor in het noorden van Australië en telt twee ondersoorten:
- M. c. coronatus: noordwestelijk Australië.
- M. c. macgillivrayi: het noordelijke deel van Centraal-Australië.

## Status
De grootte van de populatie is in 2001 geschat op 10.000-29.000 individuen. Op de Rode lijst van de IUCN heeft deze soort de status niet bedreigd.